# Национальная библиотечная служба Белиза

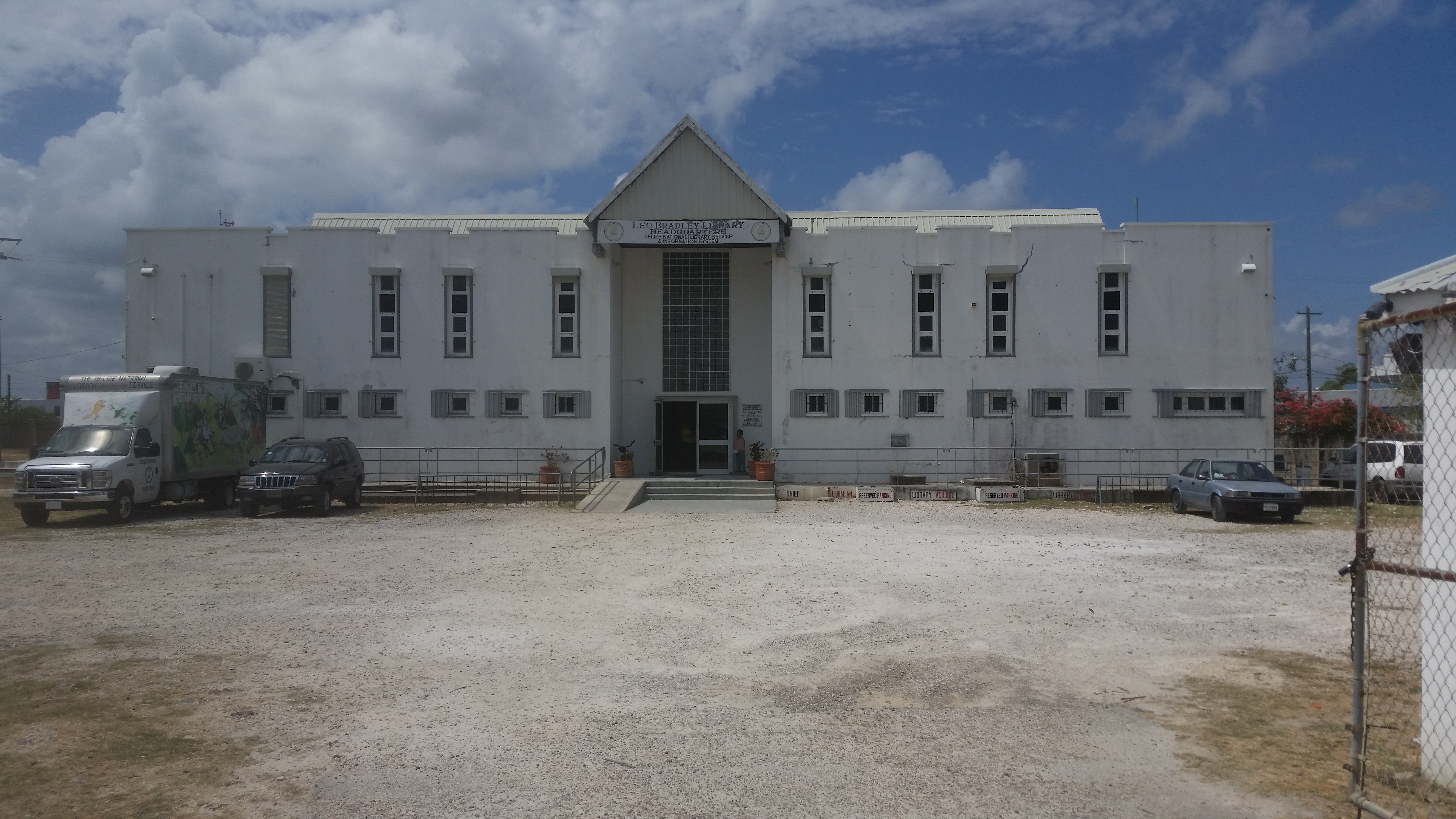

Национальная библиотечная служба Белиза была основана в 1825 году. Это хранилище обязательных экземпляров для Белиза. Штаб-квартира находится в Белиз-Сити.

## История
История создания библиотеки начинается в XIX веке, именно в 1935 году была основана Юбилейная библиотека, публичная библиотека.
В 1960 году она была переименована в Британскую библиотечную службу Гондураса, которая в 1966 году была преобразована в Национальную библиотечную службу в связи с внесением поправок в законодательство.
В 2006 году был принят закон, который переименовывает учреждение в его нынешнее название и устанавливает его деятельность и его цели.
Библиотечная система разделена на два отделения:
- Национальная библиотека
- Служба публичных библиотек

Последняя это предлагает широкой публике через сеть региональных библиотек справочные, образовательные, информационные и культурные материалы.

## Современное состояние
Библиотекой управляет Совет директоров, состоящий из десяти членов, восемь из которых назначаются министром образования для представления различных слоев общества Белиза.
Граждане Белиза могут пользоваться библиотекой, подав заявку на членскую карту, которая стоит 13 долларов. Неграждане могут получить карту за 43 доллара, 40 из которых подлежат возврату при выезде из страны.
Библиотечная служба использует систему десятичной классификации Дьюи.